# مانوئل رودریگس گومس
مانوئل رودریگس گومس (اسپانیایی: Manuel Rodríguez Gómez‎؛ ‏ ۴ ژوئیهٔ ۱۹۲۸ – ۲۱ ژانویهٔ ۲۰۰۶) عصب‌شناس و متخصص اعصاب اسپانیایی-آمریکایی بود.
وی مدرک پزشکی عمومی خود را از دانشگاه هاوانا در سال ۱۹۵۲ دریافت نمود. سپس دورهٔ تخصصی پزشکی کودکان و عصب‌شناسی را در دانشگاه میشیگان گذراند و برای گذراندن دورهٔ فوق‌تخصصی عصب‌شناسی کودکان به دانشگاه شیکاگو رفت. او از سال ۱۹۵۷ تا ۱۹۵۸ استاد بیماری‌های مغز و اعصاب دانشگاه ایالتی نیویورک در بافلو و از سال ۱۹۶۴ تا ۱۹۸۴ میلادی، رئیس دپارتمان نورولوژی اطفال در مایو کلینیک واقع در راچستر، مینه‌سوتا بود.
او به واسطهٔ پژوهش‌هایش بر روی نوعی اختلال ژنتیکی نادر به نام توبروز اسکلروزیس شناخته می‌شود و در سال ۱۹۹۵ برندهٔ «جایزهٔ سانتیاگو رامون ئی کاخال» شد.